# 参上! 天空剣士
『参上! 天空剣士』（さんじょう てんくうけんし）は、1990年4月1日から同年9月30日までテレビ東京系で全26話が放送された。テレビ東京、松竹製作の時代劇。

## 作品概要
『隠密剣士 突っ走れ!』（1973年 - 1974年）以来となる30分枠の時代劇。児童層が楽しめる時代劇を意図し、ヒーローものの要素を取り入れた勧善懲悪活劇となっている。
主演の目黒祐樹自ら衣裳のデザインを手がけるなど作品に対する意気込みは大きく、『白馬童子』や『隠密剣士』世代の視聴者には拍手を持って迎えられたが、本来のターゲット層である未成年視聴者には全く受け入れられなかった。また、裏番組が『サザエさん』だった事も影響し、本作品は26話で打ち切りとなり急遽スタッフは同じ目黒祐樹主演で『鞍馬天狗』を製作することになる。
2022年3月30日に『参上!天空剣士 コレクターズDVD（甦るヒーローライブラリー 第40集）』（発売元：ベストフィールド）がリリースされることが決まった。

## ストーリー
長屋住まいの桔梗月太郎は、竹細工を職とする三枚目の浪人。しかし彼は、二十年前に空から降ってきた不思議な光を浴び、白い袴に白頭巾、銀の陣羽織の快剣士「天空剣士」に変身する力を得ていた。額の三日月が今宵も悪を討ち果たす!

## 天空剣士と星丸
天空剣士
月太郎が変身した正義の剣士。あらゆる超能力（相手を眠らせる。切れた衣服に手を当てると元通りになる。etc.）を秘めている。殺陣での決め台詞は「天の裁き、空の理、天空の剣受けてみよ!」。蔵人を倒した後、姿を消し、お京は月へ帰ったのだろうと言った。
星丸
天空剣士の愛馬。普段は月太郎の飼っている文鳥で、天空剣士が呪文を唱えると馬の姿に変身し、如何なる場所へも駆けつける。

## スタッフ
- 原作：北園孝吉（『江戸の影法師』）
- プロデューサー：網野英夫（テレビ東京）、斉藤立太（松竹）
- 殺陣：宇仁貫三、森岡隆見、布目真爾
- 音楽：古森正史（第13話まで）、岡本和雄（第14話から）
- 製作担当：松永彦一
- 製作主任：黒田満重、高坂光幸
- 製作協力：京都映画株式会社（現・株式会社松竹京都撮影所）
- 製作：テレビ東京、松竹株式会社

## 登場人物

### いろは長屋
桔梗月太郎
演 - 目黒祐樹
長屋で竹細工の職を営む浪人。34歳。本名は村岡栄次郎。20年前に空から降ってきた謎の光の影響で、天空剣士へと変身する超能力を身に着けた。白根藩士だった彼は脱藩後に江戸へ出た。家に日常訓を書いた紙を貼っているが、日常訓の文章はその回の事件の内容に関連している。長屋の子供たちに読み書きをおしえたりして、長屋の人々から先生と呼ばれる。最終話で蔵人を倒した後、旅に出た。
お京
演 - 国実百合
月太郎に密かに好意を持っている。天空剣士が月太郎であることは知らなかったが、蔵人に囚われた際に月太郎が天空剣士ではないかと聞き、確信する。
榊晴之助 / 晴吉
演 - 中山文徳
大垣藩主の御落胤。予知能力などの超能力をもっており、初期話数で使っていた。また大陸伝来の無刀流という格闘技を身につけており、素手で物上一味と立ち回ったこともある。
丑松
演 - ベンガル（第2・4-5・11話）
お京の生き別れの父。常に賭博で貧窮しており、蔵人の手下になって情報収集を行うも、月太郎との間で、またお京に父と名乗れないことで苦悩する。第2話で天空剣士と晴吉の超能力で蘇生し、月太郎に死にぞこないと陰口叩かれたりしていたが、第11話で蔵人からギヤマンの盃を取り戻すために命を落とし、亡骸はお京に弔われる。
松吉
演 - 岡田一恭
留吉
演 - 平井靖
およね
演 - 楠本光子
おすぎ
演 - 朝日奈潔子
三太
演 - 金井信一郎（第10話）
おふく
演 - 藤原ひろみ（第11話）※第12・17・20-23・26話では「お春」役でクレジット
おみや
演 - 志乃原良子（第10-11、16話）
三平
演 - 守谷紘一

### 物上一味
物上蔵人
演 - 内田勝正
ギヤマンの盃を手に入れようとあらゆる手段を使って暗躍する一味の首領。その生い立ち・素性は一切不明。時折修験者の姿になり、分身などの様々な超能力を使う。また、様々な刺客を送り込んで天空剣士に挑戦する。ギヤマンの盃争奪で月太郎を度々狙うも、最後まで彼を昼行灯と高をくくっていた。天空剣士との最後の一騎打ちで天空剣士の正体が月太郎だったことを知るも敗れ、地頭丸の妹、茜にとどめを刺される。
蝙蝠
演 - 守谷佳央理
一味の女忍者。地頭丸を兄として慕うが実は血のつながりはなく、蔵人により兄妹同様に育てられた。しかし、地頭丸の死と　同時に蔵人が目論む幕府転覆という真の野望を知り、最後造反、囚われたお京を逃がした。
式田弥門
演 - 中康治（第1-8話）
綾の夫。重右衛門の一番弟子であり、その仇として月太郎を狙い、物上に協力している。三つ目のギヤマンの盃を巡る戦いで天空剣士に敗れた。
地頭丸
演 - 浅利俊博（第1-25話）
蝙蝠の兄だが血のつながりはなく、本当の妹は茜（26話）。忍者として鮫法師に育てられた。同じ境遇を嫌う市太郎をかばい命を落とす。
闇の支配者
香炉の煙から幻影のように顔を僅かに見せ、物上にギヤマンの盃捜索を命じる。正体およびギヤマンの盃争奪より後の動向は不明。第11話では丑松に目撃され驚かれるも、特に反応せず。

### 妙心寺
式田 綾
演 - 守谷佳央理
かつて月太郎と相思相愛の仲だった、白根藩指南役・式田重右衛門（牧冬吉）の娘。なぜか、蝙蝠と瓜二つ。第8話で亡くした式田弥門を弔い、第9話でさすらいの旅に出た。
心月院
演 - 三浦徳子（第6-7・9話）
庵主。ギヤマンの盃の一つを預かっていた。

### その他
岡っ引き左右吉
演 - 桜金造（第6・10・12話）
岡っ引き熊五郎
演 - 丹古母鬼馬二（第13-15・18-19話）
目明かし奈良平
演 - 山内としお（第21-23・26話）
眼鏡をかけている。お寅という許嫁がいる（22話）。
- ナレーション：日下武史

## 放送リスト
| 放送日        | 話数       | サブタイトル         | 脚本            | 監督     | ゲスト（カッコ内は役名）                                                                                     | 物上一味の刺客・協力者 （カッコ内は俳優名） |
| ------------- | ---------- | -------------------- | --------------- | -------- | --- | ------------------------------------------- |
| 1990年 4月1日 | 第一話     | 白馬の超伝説         | 加瀬高之        | 南部英夫 | |                                             |
| 4月8日        | 第二話     | 謎の財宝を守れ！     | 加瀬高之        | 南部英夫 | 滝譲二(笠間団兵衛)                                                                                           |                                             |
| 4月15日       | 第三話     | いそげ！星丸         | 加瀬高之        | 津島勝   | | 山本昌平（海仙)                             |
| 4月29日       | 第四話     | 悪の華！女忍者       | 石森史郎        | 津島勝   | 崎津隆介(一文字左近)                                                                                         |                                             |
| 5月6日        | 第五話     | ぼくらの大戦争       | 石森史郎        | 津島勝   | | 北見唯一（島田良庵)                         |
| 5月13日       | 第六話     | 女ねずみ小僧あらわる | 和久田正明      | 津島勝   | 奥田圭子(銀猫)                                                                                               |                                             |
| 5月20日       | 第七話     | 激突！忍者軍団       | 和久田正明      | 山根成之 | | 西田真吾（才賀呂九平)                       |
| 5月27日       | 第八話     | 地獄の決闘！         | 和久田正明      | 山根成之 | 寺下定信(佐兵衛)、長谷川直子(小夜)                                                                           |                                             |
| 6月3日        | 第九話     | 超能力少年・犬千代   | 和久田正明      | 阿部誠華 | 堂本直宏(犬千代)                                                                                             | 中田博久（八田平蔵)                         |
| 6月10日       | 第十話     | いろは長屋、襲わる   | 加瀬高之 津島勝 | 阿部誠華 | 瀬戸口真由(おたみ)、宮本毬子                                                                                 |                                             |
| 6月17日       | 第十一話   | 哀れ、父娘の最期     | 加瀬高之        | 阿部誠華 | ホープ豊、中島俊一、大迫英喜                                                                                 |                                             |
| 6月24日       | 第十二話   | 鬼の目にも涙         | 和久田正明      | 大洲斉   | 伊佐山ひろ子(お富)                                                                                           | 五味龍太郎（神崎右門）                      |
| 7月1日        | 第十三話   | 江戸の怪奇現象       | 石森史郎        | 大洲斉   | | 江幡高志(日輪坊)                            |
| 7月8日        | 第十四話   | 闇の巨人怪僧         | 和久田正明      | 津島勝   | 徳丸純子(お七)、広瀬義宣、伴勇太郎                                                                           | 長江英和（竜眼)                             |
| 7月15日       | 第十五話   | 呪われた大奥         | 和久田正明      | 津島勝   | 森田美樹(沢の井)、速水典子(飛鳥路)、 川本チフミ、岡村嘉隆、和気千枝                                          |                                             |
| 7月22日       | 第十六話   | 非情・殺しの秘薬     | 和久田正明      | 水川淳三 | 福家美峰(おはん)、北見唯一、大橋雅子                                                                         | 楠年明(平井長庵)                            |
| 7月29日       | 第十七話   | 邪剣！賞金首狙い     | 石森史郎        | 水川淳三 | | 中西良太（笹木小次郎）                      |
| 8月5日        | 第十八話   | 怪異 悪魔の花嫁      | 和久田正明      | 大洲斉   | 相川恵里(おかよ)、和泉敬子、国田栄弥、栗山英子                                                               | 江藤漢（西念)                               |
| 8月12日       | 第十九話   | 霊界からきた娘       | 和久田正明      | 大洲斉   | 山本ゆか里(おすみ)、鷲見利恵(おきよ)、 浜田雄二、山本弘、河野実                                              | 武井三二（増次郎）                          |
| 8月19日       | 第二十話   | 走れ！月太郎         | 石森史郎        | 大洲斉   | 伊吹友木子(お沢)、吉田次昭(銀次)、 南条好輝、伝法三千雄、山口幸生                                            | 竜川真（猪平）                              |
| 8月26日       | 第二十一話 | 血を吸う妖刀         | 和久田正明      | 大洲斉   | | ひかる一平（清吉)                           |
| 9月2日        | 第二十二話 | 妖艶・美少女人形     | 石森史郎        | 井沢雅彦 | 森野恵(お寅)、水上保広、西側有利子、新海なつ                                                                 | 幸田宗丸（宇能宗之介)                       |
| 9月9日        | 第二十三話 | 死神に会った女       | 和久田正明      | 井沢雅彦 | 水原ゆう紀(お絹)、西園寺章雄（喜平）、 長谷川美佳（お才）、柳川清（九庵）、 広瀬匠（丈吉）、福山龍次（銀次） | 外山高士（樽蔵)                             |
| 9月16日       | 第二十四話 | 奇怪・鬼が出た！     | 津島勝          | 井沢雅彦 | 亜仁丸レスリー(ダニエル)、阿木五郎（順庵）、 月本セツ（ジャック）                                            | 下元年世（又五郎）                          |
| 9月23日       | 第二十五話 | 壮絶！地頭丸の死     | 石森史郎        | 井沢雅彦 | 剣介(市太郎)、行本敏彦(千八)、石丸勝也(普松)                                                                 | 井上高志（鮫法師)                           |
| 9月30日       | 第二十六話 | 最期の闘い！         | 和久田正明      | 井沢雅彦 | 園英子(茜)、村岡弘之（蜂助）、上戸章（蟬丸）、新城邦彦（将軍）                                               | 崎津隆介（加束次）                          |

## 再放送
- TOKYO MXにて2018年3月5日より毎週月曜9:30 - 10:00放送（2018年9月17日終了）